# Aso (ognjenik)
Kaldera Aso (znana tudi kot Asosan, vulkan Aso ali gora Aso, čeprav se kasnejši izraz običajno uporablja v povezavi z njenimi trenutno aktivnimi odprtinami) je geografska značilnost prefekture Kumamoto na Japonskem. Razteza se 25 kilometrov od severa proti jugu in 18 kilometrov od vzhoda proti zahodu. Osrednje jedro Aso Gogaku je pet glavnih gora na tem območju. Dolina Aso (Asodani) poteka vzdolž severnega vznožja gore Aso, dolina Nango (Nangodani) pa vzdolž juga. Po raziskavah kalderskega sedimenta so v teh dolinah nekoč obstajala jezera. Posušena območja jezera so se poimenovala Staro Aso jezero, Kugino jezero in Aso dolinsko jezero. Reke Kikuči, Širakava in Kurokava zdaj odmakajo kaldero.

## Geologija
Znotraj kaldere je več kot 17 stožcev. Osrednja skupina vulkanov Aso Gogaku je Takadake (gora Taka) na 1592 m, Nekodake na 1433 m, Nakadake (gora Naka) na 1506 m, Kidžimadake na 1321 m in Ebošidake na 1337 m. Te so višje od samega roba kaldere, ki je proti jugozahodu visoka 1236 m. Druge vulkanske značilnosti vključujejo Kišimadake (gora Kišima), Kusasenrigahama, Komezuka, stožec vulkanske žlindre (scoria), Ikenokubo maar, obroč iz tufa in Takanooban, kupolo iz lave. Trenutno aktiven Nakadake ima sedem kraterjev, ki so približno poravnani v smeri sever–jug, pri čemer so najnovejši izbruhi iz najsevernejšega prvega kraterja Nakadake, pod katerim so hidrotermalni rezervoarji na globini približno 1 do 2,5 km. [5] Trenutno obstaja grobo sferična magmatska komora na globini 6 km (3,7 milje) in sploščena na 10 km (6,2 milje), ki se nahaja med Kishimadake, Eboshidake in Nakadake z magmatskim virom pod središčem kaldere Aso. Magma prihaja diagonalno navzgor iz globine približno 17 km skozi proti severu padajoče območje širjenja razpok, napolnjeno z magmo, nato v že omenjene plitve rezervoarje magme in med izbruhi v območje vdora pokončne razpoke na 2–4 km globine. Obstaja veliko geotermalnih območij, vključno z vročimi vrelci Džigoku ali 'peklenski' Onsen in Tarutama, v severnem delu pa z vročimi vrelci Učinomaki.

### Nastanek
Kaldera je nastala iz štirih velikih dogodkov piroklastičnega toka, ki so se zgodili med 90.000 in 270.000 leti. Največji med njimi je bil četrti, ki je dosegel vse do bližnje 160 kilometrov oddaljene prefekture Jamaguči. Četrti izbruh je pustil ogromen piroklastični plato, ki je ostal še danes. Leta 1985 so odkrili, da je vulkanski pepel iz četrtega izbruha prekril velik del japonskih otokov. Eruptivni volumen četrtega izbruha je ocenjen na 384 km³ ekvivalenta goste kamnine (DRE). Nanos pepela, večji od 15 cm, je bil odkrit na otoku Hokaido približno 1500 km severno.

### Izbruhi
Vulkan Aso je bil aktiven v intervalih približno 10–20 let, pri čemer je bil najbolj aktiven stožec v zabeleženi zgodovini Nakadake, ki je v središču kaldere. Deluje že od 6. stoletja. Izbruhi so se zgodili od novembra 2014 do maja 2015, z dvema večjima freatomagmatskima izbruhoma 14. septembra 2015 in 8. oktobra 2016. Eruptivna aktivnost se je zgodila 20. oktobra 2021.
Starost glavnih izbruhov in volumen izbruha (DRE (ekvivalent goste kamnine) je enakovreden volumen izbruha magme. Količina izbruhnjenih produktov je veliko višja):
- Aso-1: Pred približno 266.000 leti je izbruhnil 32 km³[7]
- Aso-2: Pred približno 141.000 leti je izbruhnil 32 km³[8]
- Aso-3: Pred približno 130.000 leti je izbruhnil 96 km³ DRE.[9]
- Aso-4: Pred približno 90.000 leti je izbruhnil 384 km³ DRE, kar je bilo vsaj VEI 7.
- Plovec Nodžiri pred približno 84.000 leti je izbruhnil 1 km³ DRE[10]
- Plovec iz Kusasenrigahama pred približno 30.000 leti je izbruhnil 1 km³ DRE pri VEI 5
- Jigoku spa okoli 8050 pr. n. št., Ikph2 tefra
- Janoo pred 5300 pr. n. št. Tefta in scoira stožec
- Nakadake 5300 do 12.000 pred našim štetjem pada tefra
- blizu mesta Džanoo okoli 5300 pr. n. št. tok lave Akamizu
- V bližini Ikenokuba okoli 5300 pr. n. št. obroč iz tufa
- Džigoku Onsen 3000 do 4400 pr. n. št. tefra, Ikph1 tefra
- Nakadake 3000 do 4400 pr. n. št. pada tefra
- Nakadake 4000 to 3000 pr. n. št. pada tefra
- Neznan zračnik v bližini mesta Džanoo, 2150 pr. n. št. Asov osrednji stožec št. 1 plovec, ACP-1 tefra
- Kišimadake 2050 pr. n. št. >0,02 km³ DME VEI 4, KsS tefra
- Nakadake 1600 do 2000 pr. n. št. pada tefra
- Ojodake 1650 pr. n. št. >0,02 km³ DME VEI 4, OjS tefra
- Komezuka, Kamikomezuka 1350 pr. n. št. tefra 0,05 km³ DME
- Neznan Aso 1270 ± 75 pr. n. št
- Plaz ruševin zahodnega osrednjega stožca 100 n. št. do 400 pr. n. št.
- Nakadake 630 ± 50 pr. n. št. pada tefra
- Nakadake 440 ± 75 n. št. N2S pada tefra

### Tektonika
Na tem območju Amurske plošče je več aktivnih prelomov pod vulkanom in v bližini. Okinavska plošča trči z Amursko ploščo na jugu in Pacifiška plošča se pogreza pod obe. Kaldera je tam, kjer se sekata dve vulkanski liniji in sicer tisti v dolini Centrala Kjušu riftna dolina z vulkani gore Jufu, v prefekturi Oita, skozi vulkane Kudžu in kaldero Aso ter naprej do gore Unzen in črta, ki poteka od kaldere Aso do vulkanske skupine Kirišima, kaldera Aira, kaldera Ata in naprej do kaldere Kikai. Bouguerjevo gravitacijsko slikanje Kjušuja z visoko ločljivostjo je potrdilo, da je kaldera bata in ne lijakaste oblike, kot je bilo prvotno predlagano, in je povezana z znanimi aktivnimi prelomi, zlasti pa je območje gravitacijskega gradienta kaldere Aso del tektonske linije Oita-Kumamoto (OKTL) območje gravitacijskega gradienta in zdi se, da se to povezuje z območjem gravitacijskega gradienta Japonske srednje tektonske linije, kar krepi dokaze, da so linije tesno povezane tektonske značilnosti.

## Velikost in drug kontekst
Na Japonskem je kaldera, ki tvori jezero Kusšaro in meri 26 x 20 km, večja od kaldere Aso, zaradi česar je druga največja na Japonskem. Ni redkost videti kaldere tega obsega; redko pa je videti kaldere z dovolj stabilno notranjostjo za obdelovanje zemlje, gradnjo cest in polaganje železnic. Kaldera vsebuje mesto Aso ter mesto in vas Takamori in Minamiaso.